# Sebastian Ghinga
Sebastian Ghinga (n. 12 februarie 1987, Bacău, România) este un fotbalist român retras din activitate, care a jucat pe post de mijlocaș la echipe ca Sportul Studențesc, FC Buzău și Aerostar.